# Hippopsis lineolatus
Hippopsis lineolatus is een keversoort uit de familie van de boktorren (Cerambycidae). De wetenschappelijke naam van de soort werd voor het eerst geldig gepubliceerd in 1825 door Lepeletier & Audinet-Serville.